# Осипов, Пётр Дмитриевич
Пётр Дмитриевич Осипов — советский хозяйственный, государственный и политический деятель.

## Биография
Родился в 1905 году в Тамбовской губернии. Член ВКП(б).
С 1919 года — на хозяйственной, общественной и политической работе. В 1919—1957 гг. — электромонтер горкомхоза, председатель общезавкома профсоюза металлистов в Борисоглебске, председатель Березовского районного исполнительного комитета, председатель Ворошиловского районного исполнительного комитета города Воронежа, 1-й секретарь Ворошиловского райкома ВКП(б), 1-й заместитель председателя, председатель Воронежского горисполкома, заведующий финансово-хозяйственным сектором Воронежского областного комитета КПСС.
Избирался депутатом Совета Союза Верховного Совета СССР 3-го созыва от Воронежской области.